# ブルースは絆 (ブルース・ブラザーズのアルバム)
『ブルースは絆』（原題：Briefcase Full of Blues）は、ブルース・ブラザーズが1978年に録音・発表したライブ・アルバム。バンドのデビュー・アルバムに当たる。

## 背景
ダン・エイクロイドとジョン・ベルーシは、1976年1月17日放映のテレビ番組「サタデー・ナイト・ライブ」に「ハワード・ショア・アンド・ヒズ・オール・ビー・バンド」として出演した。そして、1978年4月22日放映の同番組で、ブルース・ブラザーズとしてのデビューを果たす。その後ブルース・ブラザーズは、スティーヴ・マーティンのユニバーサル・アンフィシアター公演でオープニングアクトとしての出演を依頼され、更にアトランティック・レコードとの契約を得た。本作にはマーティンのオープニングアクトを務めた1978年9月9日のパフォーマンスが収録されている。

## 反響・評価
バンドの母国アメリカでは、1979年に本作がBillboard 200で1位を獲得し、シングル「ソウル・マン」が全米14位、「ラバー・ビスケット」が全米37位のヒットとなった。ノルウェーのアルバム・チャートでは3週連続でトップ20入りし、最高16位を記録。ニュージーランドのアルバム・チャートでは3週連続でトップ40入りし、1979年5月20日付のチャートで24位に達した。
William Ruhlmannはオールミュージックにおいて5点満点中4点を付け「これらのパフォーマンスからは誠実な感情が伝わってくる」と評している。一方、1979年1月22日付の『ピープル』誌のレビューでは「一流のスタジオ・バンドを従えているが、エイクロイドのハーモニカのスタイルは、30分ぐらいしか吹き方を習っていないようなクオリティで、ベルーシも真面目に歌っているのだろうが、嘆かわしいほど酷い」と評された。

## 収録曲
Side 1
1. オープニング：お前をはなさない - "Opening: I Can't Turn You Loose" (Otis Redding) - 1:50
2. ヘイ・バーテンダー - "Hey Bartender" (Floyd Dixon) - 3:01
3. メッシン・ウィズ・ザ・キッド - "Messin' with the Kid" (Mel London) - 3:35
4. オールモスト - "(I Got Everything I Need) Almost" (Donnie Walsh) - 2:50
5. ラバー・ビスケット - "Rubber Biscuit" (Charles Johnson, Adam R. Levy) - 2:57
6. ショト・ガン・ブルース - "Shot Gun Blues" (Walsh) - 5:23

Side 2
1. グルーヴ・ミー - "Groove Me" (King Floyd) - 3:46
2. アイ・ドント・ノー - "I Don't Know" (Willie Mabon) - 4:14
3. ソウル・マン - "Soul Man" (Isaac Hayes, David Porter) - 3:28
4. "B"ムーヴィ・ボックス・カー・ブルース - "'B' Movie Box Car Blues" (Delbert McClinton) - 4:08
5. フリップ、フロップ・アンド・フライ - "Flip, Flop & Fly" (Jesse Stone, Big Joe Turner) - 3:38
6. クロージング：お前をはなさない - "Closing: I Can't Turn You Loose" (O. Redding) - 0:51

## 参加ミュージシャン
- ジョリエット・ジェイク・ブルース（ジョン・ベルーシ） - リード・ボーカル
- エルウッド・ブルース（ダン・エイクロイド） - リード・ボーカル(on #5)、バックグラウンド・ボーカル、ハーモニカ
- ポール・シェイファー - ハモンドオルガン、エレクトリックピアノ、ピアノ、バックグラウンド・ボーカル
- マット・マーフィー - ギター
- スティーヴ・クロッパー - ギター
- ドナルド・ダック・ダン - ベース
- スティーヴ・ジョーダン - ドラムス、バックグラウンド・ボーカル
- トム・マローン - テナー・サックス、バリトン・サックス、トロンボーン、トランペット、バックグラウンド・ボーカル、ホーン・アレンジ
- トム・スコット - テナー・サックス、バックグラウンド・ボーカル
- ルー・マリーニ - テナー・サックス、バックグラウンド・ボーカル
- アラン・ルービン - トランペット、バックグラウンド・ボーカル